# Carreleur
Un carreleur est un ouvrier habilité à réaliser le carrelage. Un carreleur taille et pose les carreaux qui sont en marbre, en granit, en granito préfabriqué, en ardoise, en céramique vitrifiée ou émaillée, en ciment, ou d'autres matériaux similaires ou de substitution et de l'eau. Il installe aussi des bandes, des lattes, et des ancrages métalliques et divers mélanges granitiques. Il pose la base nécessaire aux ouvrages cités. Il peut polir à la main ou à la machine, à sec ou par voie humide, toute surface de granit, marbre ou tout autre matériau de même nature, et fait la cimentation et le masticage des interstices.

## Historique
Le métier de carreleur remonte à l'Antiquité, avec des exemples de mosaïques et revêtements de sol déjà présents dans les civilisations égyptienne, grecque et romaine. L'art du carrelage a évolué au fil des siècles, notamment avec l'introduction de nouvelles techniques et matériaux comme le grès cérame, particulièrement populaire au XXᵉ siècle pour sa résistance et son esthétique.

## Conditions de travail
Le carreleur travaille dans des conditions physiques exigeantes, en position debout ou accroupie sur des périodes prolongées, manipulant des charges lourdes (sacs de colle, carreaux, etc.). 
Il est souvent exposé aux poussières, aux produits chimiques (colles, mastics) et aux changements de température dans les chantiers extérieurs.
Les normes de sécurité imposent des équipements de protection (gants, lunettes, genouillères, masques) et des mesures strictes pour éviter les accidents et protéger la santé.

## Les outils du carreleur
Les outils principaux incluent le niveau à bulle, la carrelette, la spatule crantée, la taloche, et le maillet en caoutchouc.